# Card Shark
Card Shark é um jogo de ação e aventura desenvolvido pela Nerial e publicado pela Devolver Digital. O jogo foi lançado para Windows e Nintendo Switch em 2 de junho de 2022. Baseado e ambientado na França do século XVIII, o jogo segue um camponês mudo que ajuda o Conde de Saint Germain a enganar jogadores de vários salões enquanto eles perseguem um boato real chamado "The Twelve Bottles of Milk".

## Jogabilidade
Card Shark é um jogo de ação e aventura de rolagem lateral que é centrado em truques e trapaças nas cartas. O jogador assume o papel de um menino mudo que serve em uma taverna no sul da França, onde é então recrutado pelo conde de Saint Germain para ajudar a participar do roubo de riquezas e segredos de seus oponentes. Existem aproximadamente 28 estratégias de truques de cartas a serem aprendidas para ajudar a subir a escada da nobreza francesa, com cada truque se tornando progressivamente mais complexo e construído a partir do último movimento. Um dos primeiros truques aprendidos é de que maneira você precisa limpar a mesa para notificar corretamente seu parceiro sobre o naipe de cartas que seu oponente tem em mãos, enquanto mais adiante no jogo você precisa manipular o embaralhamento do baralho para ter certeza o Comte tem a melhor mão na mesa. Se o truque demorar muito ou o jogador cometer um erro ao embaralhar o baralho, seus oponentes começam a desconfiar de você, o que é representado por um medidor na parte inferior da tela que gradualmente se enche ao longo do tempo. Se o medidor encher até o fim, você terá que enfrentar consequências como ser expulso da sala, falir ou, em casos mais extremos, enfrentar a morte.

## Desenvolvimento
Card Shark é desenvolvido pela Nerial, o mesmo estúdio que criou Reigns, que é um videogame de estratégia ambientado em um mundo medieval fictício. Nerial colaborou com o artista Nicolai Troshinsky para concretizar a jogabilidade e a arte de Card Shark, que seria publicada pela Devolver Digital. O enredo foi inspirado pelo amor de Troshinksy pelo filme de Stanley Kubrick de 1975, Barry Lyndon, e seu próprio interesse na manipulação de cartas. A trilha sonora do jogo apresenta partituras originais e clássicos reimaginados organizados por Andrea Boccadoro e executados por uma orquestra ao vivo. A partitura apresenta peças de músicos do século XVIII, como Chevalier de Saint-Georges, Claude Debussy e Johann Sebastian Bach.

## Recepção
Card Shark recebeu críticas "geralmente favoráveis" de acordo com o agregador de críticas Metacritic.
PC Gamer elogiou a mecânica de trapaça, dizendo "Card Shark é o mais próximo que eu já vi um jogo de imitar as ações dos personagens com um gamepad. É um sistema engenhoso e cada truque é diferente". The Guardian gostou do estilo de arte do título, sentindo que deu vida a cada cenário do jogo: "Tudo isso é maravilhosamente trazido à vida com retratos de personagens expressivos e rabiscados, cenários cor de vinho". The Verge gostou do estresse do jogo que colocou o jogador sob, "mesmo quando Card Shark era desafiador, eu me diverti muito dominando as técnicas... Eu até ficava legitimamente nervoso antes de “realizar” truques em alguns grandes momentos". A Nintendo Life sentiu que o diálogo elevou o jogo: "É uma narrativa deliciosa durante todo o tempo, reforçada pela sagacidade alegre e afiada que permeia a escrita".
Enquanto desfruta dos jogos de cartas, o Nintendo World Report criticou como os bugs podem ocasionalmente arruinar um jogo de cartas, "do lado de fora, existem algumas pequenas arestas com uma falha rara, mas ocasional, ou bug na mecânica da animação. Isso contribui para um ligeiro desvio para uma apresentação fantasticamente fresca". Rock Paper Shotgun sentiu que o jogo poderia em alguns pontos se tornar repetitivo, tentando uma sequência repetidamente até acertar. A Game Informer não gostou muito dos truques de cartas do jogo, escrevendo "Infelizmente, quase sem exceção, achei os vários truques frustrantes, tediosos e às vezes difíceis de compreender. Essas sequências de jogo geralmente equivalem a alguma variação de eventos de tempo rápido da velha escola". A Eurogamer gostou da facilidade com que o jogo aumentou a dificuldade: "Em um minuto você está aprendendo a jogar uma carta para que seu amigo sempre receba o ás... no próximo você está lendo cartas enquanto as distribui observando seus reflexos em uma caixa de tabaco espelhada que está se movendo ao redor da superfície da mesa de um capitão no fundo de um veleiro".